# Kuppen

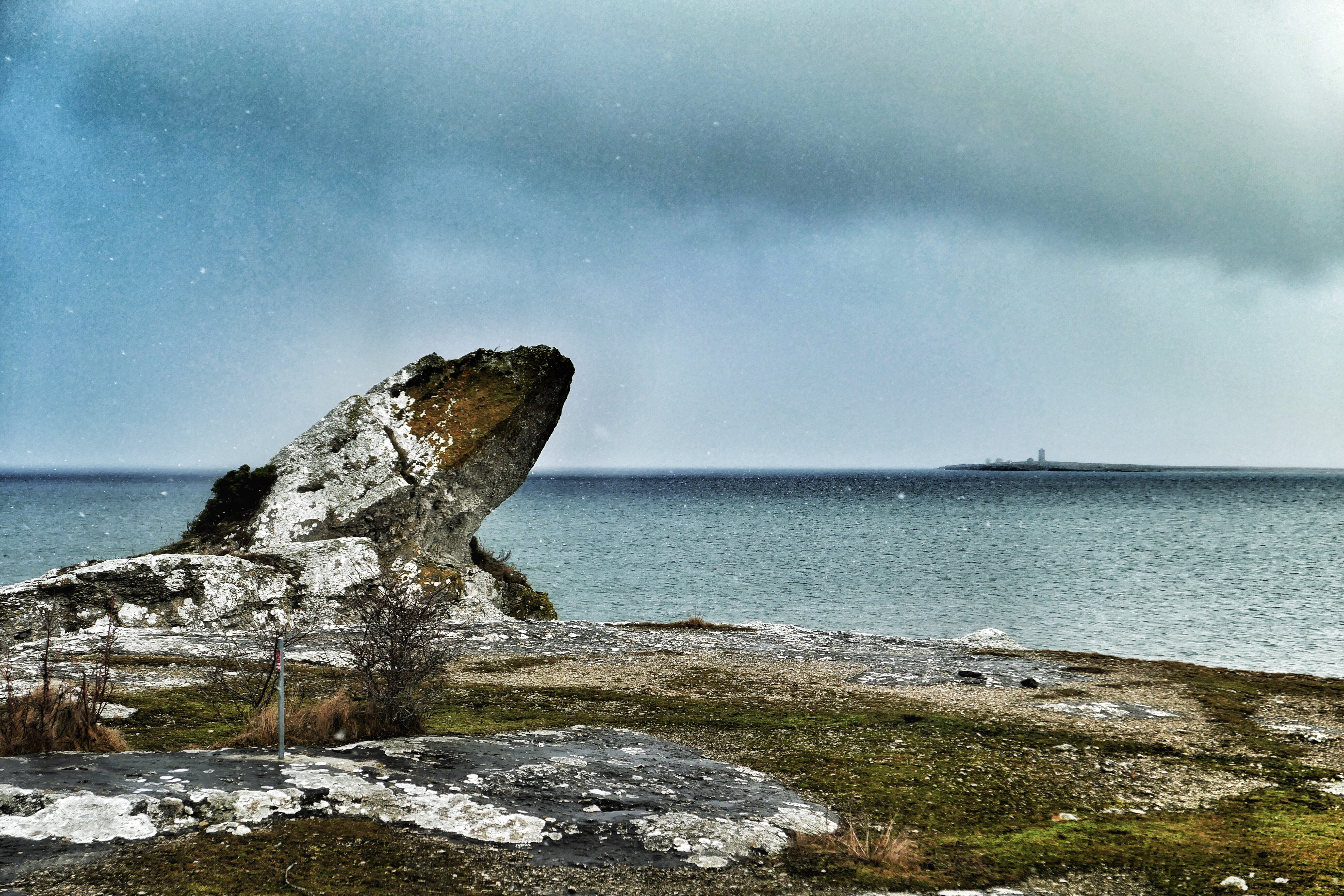
Kuppen, januari 2018.

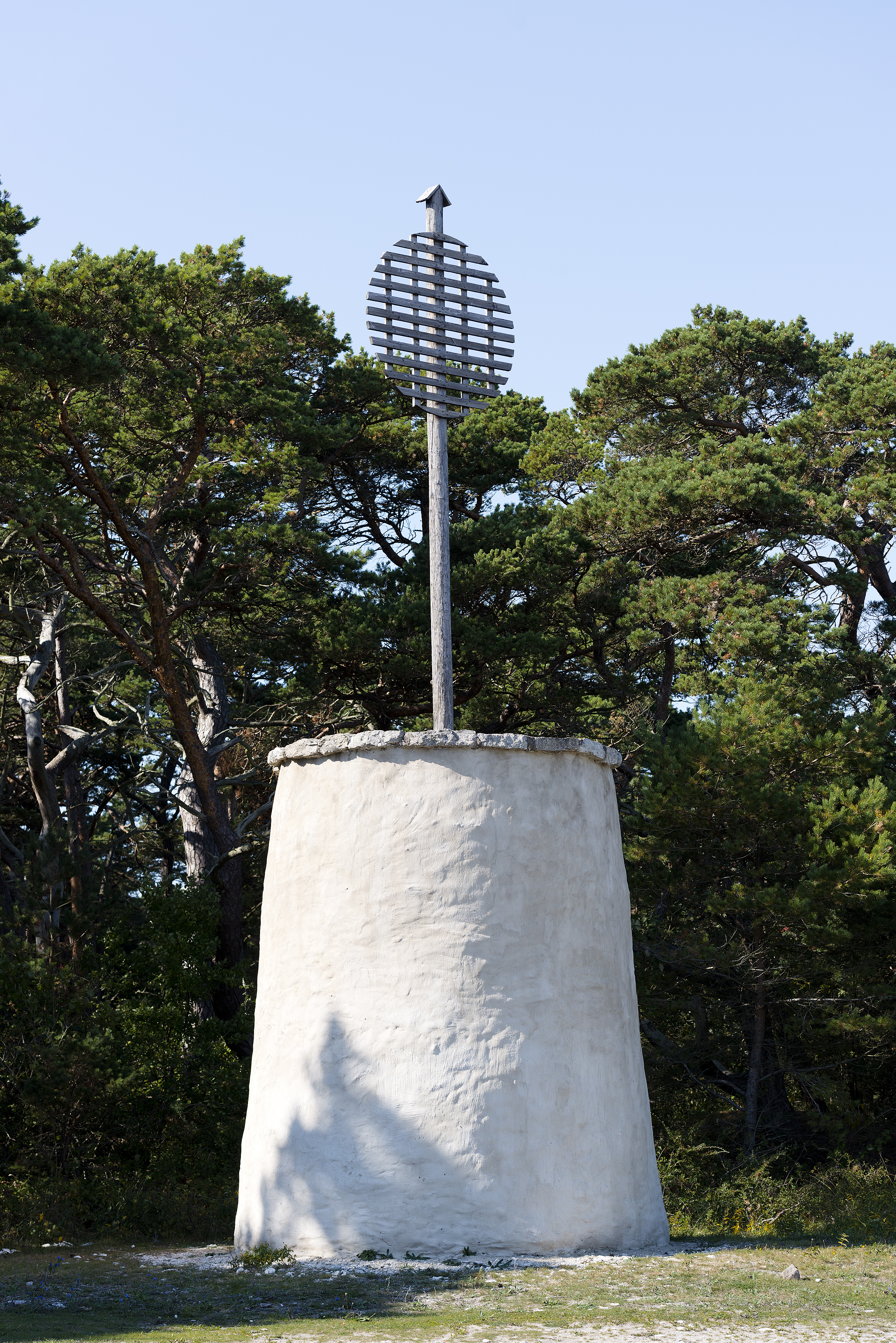
Lotsmärke 2014

Kuppen är en kalkstensklint strax öster om Herrvik på Östergarnslandet på Gotland.
Klipphällarna sluttar långt mot havet i öster. Den östligaste udden heter Snabben, och det var hit som den tyska minkryssaren SMS Albatross siktade 1915 och sattes på grund efter att blivit skadat vid Slaget vid Gotland.
Vid stranden mot Östergarnsholm finns ett restaurerat lotsmärke i kalksten.